# Selena
Selena Quintanilla Perez (Lake Jackson, 16 de abril de 1971 – Corpus Christi, 31 de março de 1995) foi uma cantora, dançarina, estilista e empresária norte-americana. Referida como a "Rainha da Música Tejana", suas contribuições para a música e a moda a tornaram uma das personalidades mexicano-americanas mais celebradas de todos os tempos. Em 2020, a revista Billboard a posicionou no terceiro posto de sua lista dos "Maiores Artistas Latinos de Todos os Tempos", com base em vendas de álbuns e posições nas paradas de música latina. Os meios de comunicação anglófonos se referiram a ela como a "Madonna do Tejano" por suas escolhas de roupas e presença de palco. Ela também está entre as artistas latinas mais influentes de todos os tempos e é creditada por catapultar o gênero tejano para o mercado mainstream.
Sendo a filha mais nova da família Quintanilla, Selena estreou na cena musical como vocalista da banda Selena y Los Dinos, que também incluía seus irmãos. Na década de 1980, ela foi frequentemente boicotada e teve shows recusados em locais por todo o Texas devido ao fato de cantar tejano — um gênero musical popularizado por mexicanos que viviam nos Estados Unidos — até então dominado por homens. No entanto, sua popularidade cresceu depois de ganhar o troféu de Vocalista Feminina do Ano (1987) nos Tejano Music Awards, que ela venceu por nove vezes consecutivas. A artista assinou com a EMI Latin e lançou o álbum de estreia, com seu nome (1989), enquanto seu irmão se tornou seu principal produtor musical e compositor.
Selena lançou Entre a Mi Mundo (1992), que alcançou o primeiro lugar da parada de álbuns regionais mexicanos da Billboard estadunidense por oito meses consecutivos. O sucesso comercial da obra levou os críticos musicais a considerá-lo a gravação mais "inovadora" de sua carreira musical. Um de seus singles, "Como la Flor", se tornou uma de suas canções de assinatura e uma das mais populares. Seu álbum ao vivo Live! (1993) ganhou o prêmio de Melhor Álbum Mexicano/Americano nos Grammy Awards, tornando-se a primeira gravação de uma artista feminina a vencer nessa categoria. Em 1994 chegou às lojas Amor Prohibido (1994), que se tornou um dos discos latinos mais vendidos nos Estados Unidos. Seus quatro singles lançados – "Amor Prohibido", "Bidi Bidi Bom Bom", "No Me Queda Mas" e "Fotos y Recuerdos" –, lideraram a parada latina da revista Billboard. O disco foi aclamado pela crítica, com a a revista Rolling Stone o nomeando um dos 500 melhores álbuns de todos os tempos
Em 31 de março de 1995, a artista foi baleada e morta por Yolanda Saldívar, sua amiga, fã e ex-gerente de suas butiques Selena Etc.. Saldívar foi encurralada pela polícia quando tentou fugir e ameaçou se matar, mas foi convencida a se entregar. Ela foi condenada por assassinato e sentenciada à prisão perpétua com possível liberdade condicional após 30 anos. Duas semanas depois, George W. Bush, então governador do Texas, declarou 16 de abril como o Dia de Selena no estado. Dreaming of You (1995) — seu álbum crossover lançado de forma póstuma —, estreou no topo da Billboard 200; com isso, converteu-se no primeiro disco majoritariamente em espanhol a realizar esse feito. Em 1997, a Warner Bros. lançou Selena, um filme sobre sua vida e carreira, estrelado pela então desconhecida Jennifer Lopez, como Selena, catapultando-a para a fama. Em 2020, a Netflix lançou Selena: The Series, estrelado por Christian Serratos. Ao longo de sua carreira, Selena comercializou cerca de 18 milhões de gravações em todo o mundo, tornando-a uma das artistas femininas de música latina que mais venderam.

## Biografia

### 1971–88: Início da vida e da carreira
Selena Quintanilla nasceu em 16 de abril de 1971, na cidade de Lake Jackson, no estado do Texas. Ela era a filha mais nova da dona de casa Marcella Ofelia Quintanilla (nascida Samora), que era mexicano-americana com alguma ascendência cheroquis, e Abraham Quintanilla Jr., um empresário e ex-músico mexicano-americano. O obstetra-ginecologista que realizou seu nascimento foi Ron Paul, futuro membro da Câmara dos Representantes. Os bisavós paternos de Selena eram mexicanos e a artista cresceu falando inglês. Embora tenha ficado conhecida por gravar músicas em espanhol, Selena inicialmente não dominava o idioma e o aprendia foneticamente com as letras das canções, sob a ajuda de seu pai. Posteriormente, passou a ter aulas de espanhol para aprimorar seu domínio da língua. Selena foi criada como Testemunha de Jeová.
Quintanilla Jr. percebeu suas habilidades musicais quando ela tinha seis anos de idade. Ele disse à revista People: "Seu estilo e seu tom [vocal] eram perfeitos, eu pude perceber desde o primeiro dia". Em 1980, o patriarca abriu seu primeiro restaurante, especializado em culinária mexicana, em Lake Jackson, o Papa Gayo's, onde a cantora e seus irmãos Abraham III (no baixo) e Suzette (na bateria) costumavam se apresentar. No ano seguinte, o restaurante foi forçado a fechar após uma recessão causada pela crise de petróleo dos anos 1980. A família declarou falência e foi despejada de sua casa. Eles se estabeleceram em Corpus Christi, Texas; Quintanilla Jr. tornou-se empresário da banda recém-formada Selena y Los Dinos e começou a promovê-la. Eles precisavam do dinheiro e tocavam em esquinas, casamentos, festas de debutante e feiras.
À medida que sua popularidade como cantora crescia, a agenda de shows e viagens aumentavam e começavam a interferir em sua educação. Seu pai a tirou da escola quando ela estava na oitava série. Sua professora Marilyn Greer desaprovou a decisão do patriarca. Ela o ameaçou denunciá-lo ao Conselho de Educação do Texas, acreditando que as condições às quais Selena era exposta eram inapropriadas para uma garota de sua idade. Quintanilla Jr. disse a Greer para "cuidar da vida dela". Outros professores expressaram suas preocupações quando notaram o quão cansada a jovem parecia estar quando chegava à escola. Aos dezessete anos, ela obteve um diploma do ensino médio na American School of Correspondence em Chicago e também foi aceita na Louisiana State University. Ela se matriculou na Pacific Western University, tendo administração de empresas como sua principal disciplina.
Quintanilla Jr. reformou um ônibus antigo; ele o chamou de "Big Bertha" e a família o usou para viajar em turnês. Nos primeiros anos de carreira, a família cantava para comer e mal tinha dinheiro para pagar a gasolina. Em 1984, o grupo gravou seu primeiro álbum, Selena y Los Dinos, pela Freddie Records. Apesar de querer gravar músicas pop em inglês, Selena foi convencida a começar sua carreira cantando tejano; um gênero musical dominado por homens, em espanhol, popularizado por mexicanos que viviam nos Estados Unidos. Quintanilla Jr. acreditava que ela deveria começar gravando composições musicais relacionadas à sua ascendência étnica. Durante as sessões de gravação do álbum, a artista teve que aprender espanhol foneticamente com a orientação de seu pai. Em 1985, para promover o disco, ela apareceu no Johnny Canales Show; um popular programa de rádio em espanhol, no qual continuou a aparecer por vários anos. A artista foi descoberta pelo músico Rudy Trevino, fundador do Tejano Music Awards, onde ganhou o prêmio de Vocalista Feminina do Ano em 1987 e por nove anos consecutivos depois. A banda foi frequentemente rejeitada por locais de música do Texas por causa da idade dos membros e por ter Selena como sua vocalista principal. Seu pai era frequentemente informado pelos promotores que ela nunca faria sucesso porque era uma mulher em um gênero historicamente dominado por homens. Desde então, a cantora lançou mais cinco discos a frente do grupo; Alpha (1986), Muñequito de Trapo (1987), And the Winner Is... (1987), Preciosa (1988) e Dulce Amor (1988).

### 1990–91:SelenaeVen Conmigo

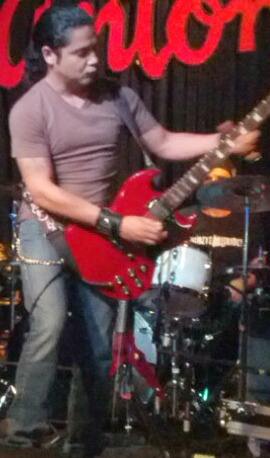
Chris Pérez (fotografado em 2012) e Selena começaram um relacionamento, apesar da desaprovação do pai dela

José Behar, da recém-formada gravadora EMI Latin Records, junto com o novo chefe da Sony Music Latin, assistiram à apresentação de Selena nos Tejano Music Awards de 1989. Behar estava procurando por novos artistas latinos e queria assinar com a cantora pela gravadora Capitol Records, da EMI, enquanto a Sony Music Latin ofereceu a Quintanilla Jr. o dobro da taxa de assinatura da Capitol. Behar pensou ter descoberto a "próxima Gloria Estefan", mas seu superior considerou isso ilógico, uma vez que ele estava no sul do Texas há menos de uma semana. O pai da artista escolheu a oferta da EMI Latin; primeiro por causa do potencial para um futuro projeto crossover e, segundo, porque queria que seus filhos fossem os primeiros músicos a assinar com a gravadora. Antes de Selena começar a gravar seu álbum de estreia, Behar e Stephen Finfer a solicitaram um álbum em inglês. Ela gravou três composições nesse idioma para serem analisadas pelos chefes do departamento pop da EMI. O pedido de Behar e Finfer para um álbum crossover foi negado e a artista foi informada de que para vender tal projeto precisaria primeiro conquistar uma maior base de fãs hispânicos. Behar achava que a EMI Records e o público não acreditavam que uma mulher mexicana-americana pudesse ter um crossover de sucesso e por isso Charles Koppelman descartou o disco.
Em 17 de outubro de 1989, Selena lançou seu álbum de estreia autointitulado. A cantora gravou a maioria das músicas no AMEN Studios em San Antonio, Texas; "Sukiyaki" e "My Love" foram gravados nos Sunrise Studios em Houston. Ela escreveu essa última e queria que a música fosse incluída no disco. Seu irmão AB, tornou-se o seu principal produtor musical e compositor durante a maior parte de sua carreira musical, embora não tenha escrito as faixas "Sukiyaki", "Contigo Quiero Estar" e "No Te Vayas". "Sukiyaki" foi originalmente gravada em japonês na década de 1960 por Kyu Sakamoto; Selena usou uma tradução para o espanhol de uma versão em inglês da música de Janice Marie Johnson. O disco alcançou a sétima posição na Billboard Regional Mexican Albums, tornando-se a primeira gravação da artista a estrear em uma parada musical nacional. O álbum teve um desempenho melhor do que gravações de outras cantoras tejanas contemporâneas.
No mesmo ano, a Coca-Cola queria que Selena se tornasse uma de suas porta-vozes no Texas. O jingle usado em seus dois primeiros comerciais para a empresa foi composto por AB e Chris Pérez — este último se juntou a Selena y Los Dinos vários meses antes como o novo guitarrista da banda. Pérez começou a ter sentimentos românticos pela cantora, apesar de ter uma namorada em San Antonio. Depois de uma viagem ao México com a banda, o músico pensou que seria melhor para ambos se distanciarem, mas ele achou isso impossível e decidiu tentar construir um relacionamento com ela. Eles expressaram seus sentimentos um pelo outro na pizzaria Pizza Hut e logo depois se tornaram um casal. Os dois esconderam seu relacionamento, temendo que Quintanilla Jr. tentasse separá-los. O segundo álbum de estúdio da artista, Ven Conmigo, foi liberado em setembro de 1990. Três faixas do disco foram extraídas como singles; "Ya Ves", "La Tracalera" e " Baila Esta Cumbia". Esta última, uma canção de cumbia, se tornou um dos singles de maior sucesso de Selena. Sua popularidade cresceu no México, onde um álbum de compilação com o nome do single foi lançado lá e foi certificado como platina pela Asociación Mexicana de Productores de Fonogramas y Videogramas (AMPROFON), denotando vendas de 150 mil cópias.
Uma fã chamada Yolanda Saldívar, formada em enfermagem, pediu a Quintanilla Jr. para abrir um fã-clube da artista em San Antonio. A mulher disse ter tido a ideia depois de ter assistido a um dos shows de Selena. Quintanilla Jr. aprovou o pedido dela; ele acreditava que o fã-clube traria mais exposição para sua filha. Saldívar logo se tornou uma amiga próxima de Selena e da família; ela parecia confiável e se tornou a presidente interina do fã-clube em 1991. Nesse mesmo ano, o cantor salvadorenho Álvaro Torres compôs um dueto que queria gravar com Selena. A música, "Buenos Amigos", foi produzida por Enrique Elizondo e foi lançada no décimo álbum de estúdio de Torres, Nada Se Compara Contigo (1991). A composição alcançou o primeiro lugar na parada Billboard Top Latin Songs, dando a cantora seu primeiro single número um na tabela. O videoclipe da música rendeu a ela e Torres duas indicações ao Billboard Music Awards de 1992. A faixa também foi indicada para Duo do Ano no Tejano Music Awards de 1992. A biógrafa Deborah Parédez escreveu que "Buenos Amigos" permitiu que Selena fizesse uma turnê pelas costa oeste e leste dos Estados Unidos. De acordo com John Lannert, da revista Billboard, a canção foi ajudada pelo aumento da veiculação nas rádios regionais mexicanas e tejanas, que anteriormente rejeitavam as canções da artista.

### 1992–93:Entre a Mi Mundo
A irmã de Selena, Suzette, afirmou ter flagrado-a flertando com Pérez e imediatamente informou seu pai. Quintanilla Jr. tirou o músico do ônibus e o disse que o relacionamento dele com sua filha havia acabado. Selena e Pérez continuaram seu relacionamento apesar da desaprovação do patriarca; embora a mãe da cantora, Marcella, aprovasse a relação. Quintanilla Jr. viu o casal trocando carícias no ônibus de turnê da banda, mesmo depois de os informar de sua desaprovação; ele os abordou e iniciou uma discussão com ambos. O patriarca chamou Pérez de "câncer na minha família" e ameaçou dissolver o grupo se eles continuassem a se encontrar. O casal aparentemente acatou; Quintanilla Jr. demitiu o músico da banda e impediu Selena de se encontrar com ele. Embora continuassem secretamente se relacionando. Na manhã de 2 de abril de 1992, o casal fugiu, acreditando que Quintanilla Jr. nunca aprovaria a relação. Selena pensou que seu pai só os aceitariam se fossem casados e, assim, não teriam mais que esconder seus sentimentos um pelo outro. Poucas horas após o casamento, a mídia anunciou a fuga do casal.
A família de Selena tentou encontrá-la; Quintanilla Jr. não recebeu bem a notícia e se isolou por algum tempo. O casal se mudou para um apartamento em Corpus Christi. Em entrevistas, Quintanilla Jr. expressou como temia que Pérez pudesse ser um machista com sua filha, que a forçaria a encerrar sua carreira e objetivos profissionais, um pensamento que o impedia de aprovar a relação como sendo adequada para ela na época. O patriarca mais tarde abordou Pérez, pediu desculpas, o aceitou de volta a banda e o casamento. Um mês após sua fuga, em maio de 1992, Selena lançou Entre a Mi Mundo; seu terceiro álbum de estúdio. O material foi aclamado pela crítica especializada como "inovador". A gravação alcançou o primeiro lugar na parada Billboard Regional Mexican Albums por oito meses consecutivos; foi certificado 10× platina pela RIAA por vendas de 600 mil unidades equivalentes, enquanto no México, 385 mil cópias foram adquiridas. Entre a Mi Mundo se tornou o primeiro álbum tejano de uma artista feminina a comercializar mais de 300 mil réplicas. Selena foi contratada para uma concerto de alto nível em Monterrey, México, com figuras da mídia musical em uma conferência. Na época, os cidadão mexicanos desprezavam os tejanos, denominando-os pochos. Além disso, o domínio de espanhol pela cantora estava longe da fluência; Isso deixou os executivos da EMI Latin "apavorados" durante a coletiva de imprensa do álbum no México, pois temiam que ela não conseguisse ser entrevistada. De acordo com Patoski, Selena "seguiu as regras corretamente" durante o evento e conquistou a mídia mexicana depois que os jornais a saudaram como "uma artista do povo". As publicações a consideraram uma alternativa revigorante em relação aos atores de novelas mexicanas "que eram [quase sempre] de pele clara, cabelos loiros e olhos verdes".
Após sua divulgação na imprensa, Selena foi contratada para tocar em vários shows por todo o México, incluindo uma apresentação no Festival Acapulco em maio de 1993, que lhe rendeu aclamação da crítica. Sua apresentação em Nuevo León, em 17 de setembro, foi assistida por 70 mil pessoas, garantindo a ela o título de maior artista tejano do México. Entre a Mi Mundo produziu quatro singles; "Como La Flor", "¿Qué Creías?", "La Carcacha" e "Amame". O primeiro citado se tornou a canção de assinatura de sua carreira; foi aclamada pela crítica musical como motor que impulsionou a popularidade da artista. "Como la Flor" ajudou-a a dominar as paradas de música latina e se tornar bastante conhecida no México – onde os mexicano-americanos geralmente não eram apreciados pelos cidadãos – o que foi bem visto pelos críticos especializados. A faixa foi indicada a Canção do Ano nos Tejano Music Awards de 1993. Nas paradas, alcançou a sexta posição na Billboard Top Latin Songs. Em 1994, Entre a Mi Mundo foi classificado como o segundo disco regional mexicano que mais vendeu de todos os tempos. O disco ao vivo Live!, foi divulgado um ano depois de Entre a Mi Mundo; sua gravação ocorreu durante um show gratuito no Memorial Coliseum em Corpus Christi, em 7 de fevereiro de 1993.
O álbum incluía faixas lançadas anteriormente que foram cantadas ao vivo e três gravações em estúdio; "No Debes Jugar", "La Llamada" e "Tú Robaste Mi Corazón" — um dueto com o músico tejano Emilio Navaira. As duas primeiras faixas alcançaram o pico entre as cinco primeiras posições na Billboard Top Latin Songs. Live! ganhou o Grammy, na categoria Melhor Álbum Mexicano/Americano, em sua 36.º cerimônia. Em maio de 1994, os Billboard Latin Music Awards o nomeou a Álbum do Ano. Nos Tejano Music Awards, venceu como Álbum do Ano. No âmbito comercial, foi certificado ouro pela RIAA denotando 500 mil unidades, enquanto 250 mil réplicas foram adquiridas no México. Selena apareceu brevemente ao lado de Erik Estrada em uma telenovela mexicana intitulada Dos Mujeres, Un Camino. Em 1995, ela entrou em negociações para estrelar outra produção, dessa vez escrita e produzida por Emilio Larrosa. A artista apareceu em dois episódios, que obtiveram audiência recorde para a série.

### 1994–95: boutiquesSelena Etc.eAmor Prohibido
Selena lançou seu quarto álbum de estúdio, Amor Prohibido, em março de 1994. A gravação estreou em terceiro lugar na parada Billboard Top Latin Albums e em primeiro na Billboard Regional Mexican Albums. Depois de atingir o primeiro lugar no Top Latin Albums, o álbum permaneceu entre os cinco primeiros pelo resto do ano e no início de 1995. Amor Prohibido se tornou o segundo álbum tejano a concluir um ano com vendas superiores a 500 mil cópias, o que antes só havia sido alcançado por La Mafia. Tornou-se um dos discos latinos mais vendidos de todos os tempos nos Estados Unidos. Listou-se entre os álbuns mais comprados nos EUA em 1995, e foi certificado 36x platina pela RIAA por vendas de 2 milhões de 16 mil unidades equivalentes no total.

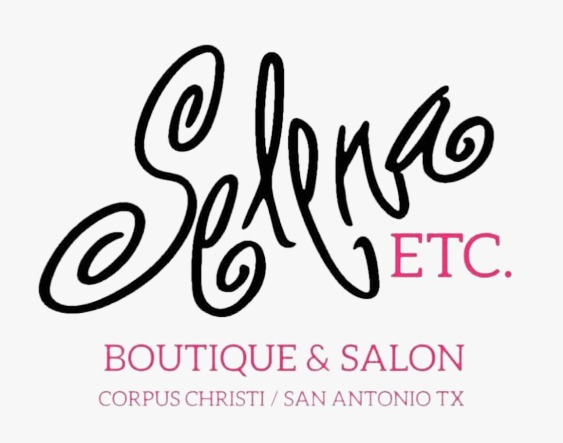
O logotipo usado por Selena em suas boutiques

Seus  quatro singles alcançaram o topo da Top Latin Songs; a "faixa-título", "Bidi Bidi Bom Bom", "No Me Queda Mas" e "Fotos y Recuerdos". "Amor Prohibido" e "No Me Queda Más" foram os singles latinos de maior sucesso nos EUA em 1994 e 1995, respectivamente. O sucesso comercial da obra levou a uma indicação ao Grammy, na categoria de Melhor Álbum Mexicano/Americano, em sua 37.ª edição (1995). Ganhou o prêmio de Gravação do Ano nos Tejano Music Awards e Álbum Regional/Mexicano do Ano nos Premio Lo Nuestro. Foi incluído no livro 1001 Albums That You Must Hear Before You Die — que apresenta os 1001 álbuns necessários de se ouvir antes de morrer —, enquanto a a revista Rolling Stone o nomeou um dos 500 melhores álbuns de todos os tempos. O projeto popularizou a música tejano entre um público mais jovem e amplo do que em qualquer outro momento da história do gênero. A Turnê de promoção ao álbum foi considerada "uma das maiores da música latina" naquele período.
Após o lançamento de Amor Prohibido, Selena foi considerada "maior que o próprio Tejano" e como alguém que quebrou barreiras no mundo da música latina. Ela foi chamada de "Rainha da Música Tejano" por muitos meios de comunicação. A revista Billboard classificou Amor Prohibido entre as gravações latinas mais essenciais dos últimos 50 anos e o incluiu em sua lista dos 100 melhores álbuns de todos os tempos. As vendas do projeto e seu single titular representaram o primeiro sucesso comercial da música tejano em Porto Rico. Selena gravou um dueto intitulado "Donde Quiera Que Estés", com a boy band Barrio Boyzz, que foi lançado no álbum deles de 1994. A música alcançou o primeiro lugar na parada Top Latin Songs, o que permitiu que a cantora fizesse shows pela cidade de Nova Iorque, Argentina, Porto Rico, República Dominicana e América Central, onde ela não era muito conhecida.
Além da música, em 1994 Selena começou a desenhar e fabricar uma linha de roupas; ela abriu duas boutiques chamadas Selena Etc., uma em Corpus Christi e outra em San Antonio. Ambas foram equipadas com salões de beleza internos. No final do ano, Selena Etc. realizou dois desfiles de moda para mostrar sua linha de roupas. A artista (junto com sua banda, Selena y Los Dinos) realizou um show após o segundo desfile, em 3 de dezembro, na Hemisfair Arena em San Antonio. Ela estava em negociações para abrir mais lojas em Monterrey, México, e Puerto Rico. Saldívar foi escolhida para a administrar ambas as boutiques depois que a família Quintanilla ficou impressionada com a sua maneira de administrar o fã-clube. A revista Hispanic Business relatou que a cantora ganhou mais de cinco milhões de dólares com esse empreendimento. Ela foi classificada entre os 20 músicos hispânicos que arrecadaram a maior renda em 1993 e 1994. No final de 1994, o presidente da EMI, Charles Koppelman, decidiu que Selena havia alcançado os objetivos que ele havia estipulado a ela no mercado de língua espanhola. Ele queria promovê-la como uma artista solo pop e de língua inglesa. Selena continuou em turnê enquanto a EMI começava a preparar o seu álbum crossover, envolvendo compositores de obras que já houvessem ganhado o Grammy. Quando a cantora se apresentou em um show esgotado no Houston Astrodome, em fevereiro de 1995, o trabalho nesse projeto já havia começado. Em 1995, ela fez uma aparição especial no filme Don Juan DeMarco.

## Morte

Túmulo da artista em Seaside Memorial Park em Corpus Christi, Texas.

A família Quintanilla nomeou Yolanda Saldívar como gerente das boutiques de Selena no início de 1994. Após o acordo, Saldívar mudou-se de San Antonio para Corpus Christi para ficar mais perto da artista. Em dezembro de 1994, as boutiques começaram a sofrer depois que o número de funcionários de ambas as lojas diminuiu. De acordo com eles, Saldívar frequentemente demitia qualquer um de que não gostasse, sem qualquer justificativa plausível. Os funcionários das lojas reclamavam regularmente do comportamento dela para Selena, que rejeitou as alegações, acreditando que Saldívar não imporia negativamente decisões erráticas ao seu empreendimento de moda. De acordo com Quintanilla Jr., a equipe mais tarde voltou sua atenção para ela e começou a informar a cantora sobre o comportamento de Saldívar. Quintanilla Jr. levou as alegações a sério; ele disse a Selena para "ter cuidado" e disse que Saldívar poderia não ser confiável. A cantora rejeitou as dúvidas de seu pai porque ele frequentemente desconfiava das pessoas no passado. Em janeiro de 1995, o estilista de Selena, Martin Gomez, sua prima Debra Ramirez e clientes expressaram suas preocupações sobre o comportamento e as habilidades de gestão da então gerente. Durante uma entrevista com Saldívar em 1995, repórteres do The Dallas Morning News disseram que sua devoção a Selena beirava a obsessão.
De acordo com Quintanilla Jr., em janeiro de 1995, ele começou a receber telefonemas de fãs que alegavam ter pago pela filiação ao fã-clube de Selena e não ter recebido nada em troca, e ele começou uma investigação. Quintanilla Jr. descobriu que Saldívar havia desviado mais de 30 mil dólares por meio de cheques falsificados do fã-clube e das butiques. Ele teve uma reunião com Selena e Suzette na noite de 9 de março na Q-Productions para confrontar a gerente. Quintanilla Jr. apresentou a ela as inconsistências sobre os fundos desaparecidos. Ele a disse que se ela não fornecesse evidências que refutassem suas acusações, ele envolveria a polícia local. Quintanilla Jr. proibiu Saldívar de ter qualquer contato com Selena. No entanto, a cantora não queria dissolver sua amizade; ela achava que Saldívar era essencial para o sucesso da linha de roupas no México. A cantora também queria mantê-la por perto porque tinha registros bancários, extratos e registros financeiros necessários para a preparação de impostos.
Nos dias que antecederam a morte de Selena, Saldívar atrasou a entrega dos extratos bancários e registros financeiros, dizendo que havia sido agredida física e sexualmente no México. As duas mulheres foram a uma clínica médica em 31 de março de 1995, aparentemente para que Saldívar fosse examinada por uma agressão que ela alegou ter acontecido com ela em Monterrey. Durante essa visita, Saldívar foi submetida a um breve exame físico pelo médico da clínica, mas isso não incluiu um exame ginecológico feito especificamente em casos de agressão sexual. Foi sugerido pela enfermeira Carla Anthony que Saldívar precisava fazer o exame de estupro em San Antonio por três motivos: ela era residente dessa cidade, a clínica em que estavam atualmente era em Corpus Christi e a suposta agressão teria ocorrido no México. Depois, Selena se encontrou novamente com sua ex-amiga em um quarto no motel Days Inn em Corpus Christi. No local, a cantora exigiu os documentos financeiros e as duas discutiram. Às 11h48 (CST), Saldívar tirou uma arma de sua bolsa e apontou para Selena. Enquanto a cantora, assustada, tentava fugir, Saldívar atirou uma vez em seu ombro direito inferior, cortando a artéria subclávia e causando uma grave perda de sangue. Gravemente ferida, Selena correu em direção ao saguão, deixando um rastro de sangue de 119 metros de comprimento. Ela desabou no chão enquanto o funcionário chamava os serviços de emergência, com Saldívar ainda perseguindo-a e chamando-a de "puta". Antes de desmaiar, a cantora nomeou sua ex amiga como a pessoa que a feriu e deu o número do quarto onde havia sido baleada. Enquanto isso, Saldívar tentou sair em sua caminhonete. Ela foi vista por uma viatura policial que circulava pela área. Ela se rendeu após um impasse de quase nove horas e meia com a polícia e o FBI. Naquela época, centenas de fãs estavam reunidos no local. Muitos choraram quando a polícia levou a assassina embora.
Selena foi levada para o Corpus Christi Memorial Hospital às 12:00 pm (CST). Suas pupilas estavam fixas e dilatadas, não havia evidências de função neurológica, ela não tinha sinais vitais, e foi clinicamente declarada com morte cerebral. O Dr. Louis Elkins, cirurgião cardíaco, chegou ao Memorial Hospital e disse que viu médicos fazendo "esforços heróicos" para reanimar a cantora. Eles conseguiram estabelecer um "batimento cardíaco irregular" longo o suficiente para transferi-la para a sala de trauma, e começaram as transfusões de sangue na tentativa de restabelecer a circulação sanguínea após abrir o peito de Selena e encontrar um sangramento interno maciço. Quando Elkins chegou, um médico de emergência começou a "massagear seu coração" depois que ele parou de bater. Elkins relatou como todos os esforços foram inúteis e disse que se ele fosse o médico receptor, ele não teria feito nenhum tratamento em Selena. Ele se sentiu "obrigado a continuar" depois que o médico do pronto-socorro tomou a decisão de reanimar a cantora. Após 50 minutos de cirurgia, ela foi declarada morta devido à perda de sangue e parada cardíaca às 13h05 (CST). Uma autópsia foi realizada no mesmo dia devido à resposta esmagadora da mídia. Revelou que a bala havia entrado na parte superior direita das costas da artista, perto da omoplata, passado pela cavidade torácica, cortado a artéria subclávia direita e saído pela parte superior direita do tórax. Sua causa oficial de morte foi descrita como "hemorragia interna e externa exsanguinante devido a ferimento perfurante de bala" resultando em "sangramento maciço". O exame interno revelou que ela não havia ingerido nenhum tipo de droga, nem estava grávida, o que foi um boato que começou a se espalhar após sua morte.
Em 23 de outubro de 1995, o júri deliberou durante duas horas antes de declarar Saldívar como culpada pelo assassinato. Ela recebeu a sentença máxima de prisão perpétua, com possibilidade de liberdade condicional após 30 anos. Em 22 de novembro seguinte, ela foi para a Gatesville Unit, situada em Gatesville, Texas, para processamento. Atualmente, Saldívar está cumprindo sua pena na Mountain View Unit em Gatesville, operada pelo Departamento de Justiça Criminal do Texas. Devido às múltiplas ameaças de morte vinda de fãs de Selena que também estão presos no local onde cumpre sua pena, Saldívar foi colocada em isolamento e passa 23 horas por dia sozinha em sua cela de 2,7 por 1,8 metros.

### Funeral
Em 1º de abril, o Bayfront Plaza em Corpus Christi realizou uma vigília que atraiu 3.000 fãs. Durante o evento, foi anunciado que uma exibição pública do caixão seria realizada no Auditório Bayfront no dia seguinte. Os fãs fizeram fila por quase 1,6 km. Uma hora antes das portas se abrirem, rumores de que o caixão estava vazio começaram a circular, o que levou a família Quintanilla a realizar uma exibição do caixão aberto. Cerca de 30.000 a 40.000 fãs passaram pelo caixão de Selena. Mais de 78.000 assinaram um livro de condolências. Coroas de flores foram importadas dos Países Baixos. A pedido da família da artista, vídeos e fotos com flash foram proibidos.
Em 3 de abril de 1995, seiscentos convidados — a maioria membros da família — compareceram ao enterro de Selena no Seaside Memorial Park em Corpus Christi, Texas, que foi transmitido ao vivo por uma estação de rádio dessa cidade e de San Antonio sem o consentimento de sua família. Um ministro Testemunha de Jeová de Lake Jackson pregou em inglês, citando as palavras do apóstolo Paulo em 1 Coríntios 15. Centenas de pessoas começaram a circular pela área em seus veículos. Uma missa especial realizada no mesmo dia na Los Angeles Sports Arena atraiu uma multidão de 4.000 pessoas.

### Impacto
O assassinato de Selena teve um impacto generalizado. As reações à sua morte foram comparadas às que se seguiram à dos músicos John Lennon e Elvis Presley e à do presidente dos EUA John F. Kennedy. As principais redes de televisão estadunidenses interromperam sua programação regular para noticiar o fato: Tom Brokaw se referiu a ela como "A Madonna Mexicana". Sua morte foi notícia de primeira página no The New York Times por dois dias. Muitas vigílias e memoriais foram realizados em sua homenagem, e estações de rádio no Texas tocaram sua música sem parar. Seu funeral atraiu 60 mil enlutados, muitos dos quais viajaram de fora dos Estados Unidos. A notícia atingiu a comunidade hispânica de forma extremamente dura. Muitos fãs viajaram milhares de quilômetros para ver a casa e as boutiques da artista, além do local do crime. No meio da tarde, a polícia foi solicitada a fazer um desvio porque uma fila de carros começou a congestionar o trânsito das casas dos Quintanillas. Entre as celebridades que contataram a família da artista para expressar suas condolências estavam Gloria Estefan, Celia Cruz, Julio Iglesias e Madonna. Uma edição da revista People foi lançada vários dias após seu assassinato. Os editores da publicação acreditavam que o interesse diminuiria com o passar dos dias. Eles lançaram uma edição comemorativa em uma semana, quando ficou claro que estava crescendo. A edição vendeu quase um milhão de cópias, vendendo toda a primeira e segunda tiragens em duas semanas. Tornou-se um item de colecionador, o primeiro na história da People. Betty Cortina, editora da revista, disse à Biography que eles nunca tiveram uma edição completamente esgotada; "era inédito". Nos meses seguintes, a empresa lançou a People en Español voltada para o mercado hispânico, devido ao sucesso da edição de Selena. Com isso, várias publicações direcionadas a esse público começaram a surgir; como a Newsweek en Espanol e a Latina.

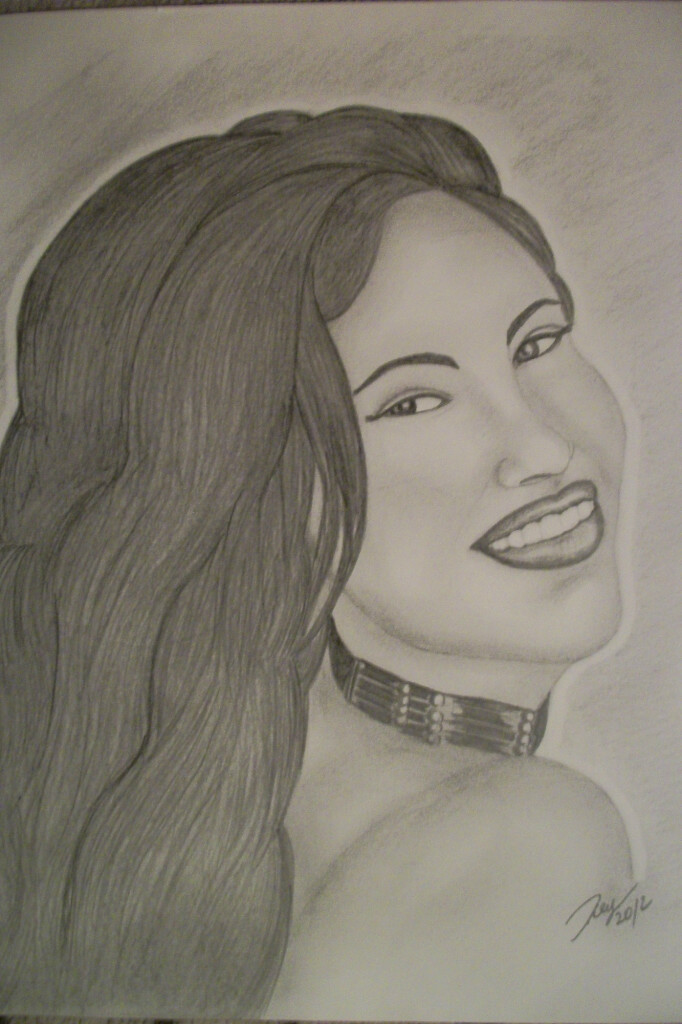
Um desenho da cantora feito por um fã

Poucos dias depois, o locutor Howard Stern zombou do assassinato e enterro da cantora, de seus enlutados e criticou a qualidade de sua música. Stern disse: "Essas músicas não dizem absolutamente nada para mim. Alvin e os Esquilos tem mais alma [...] Os hispânicos têm o pior gosto musical. Eles não têm conteúdo". Os comentários de Stern indignaram e revoltaram a comunidade hispânica no Texas. O profissional responsável pelos efeitos sonoros de Stern adicionou som de tiros à música de Selena que tocava ao fundo do programa. Um juiz do sul do Texas emitiu um mandado de prisão por conduta desordeira em seu nome. "Fiz isso por todos os fãs de Tejano", disse o Juiz de Paz Eloy Cano. Os defensores da liberdade de expressão disseram que o mandado era inconstitucional. "Ele não passa no teste da Primeira Emenda", disse Jay Jacobson, diretor executivo pelo Texas da União Americana pelas Liberdades Civis: "É um discurso protegido, ser um crítico musical, não importa o quão severo, não é motivo para acusações criminais". Stern fez uma declaração no ar, em espanhol, dizendo que seus comentários não foram feitos para causar "mais angústia à sua família, amigos e aqueles que a amavam". A Liga dos Cidadãos Latino-Americanos Unidos incitou boicote ao programa de Stern, considerando seu pedido de desculpas inaceitável. Os varejistas do Texas removeram todos os produtos relacionados a Stern, enquanto a Sears e o McDonald's enviaram uma carta declarando sua desaprovação dos comentários do apresentador à mídia porque alguns fãs acreditavam que tais empresas patrocinavam o programa dele.
Em uma semana, no The Tonight Show with Jay Leno da NBC, Stern e Robin Quivers (seu co-apresentador) foram questionados se os comentários de Stern sobre Selena eram aceitáveis. Quivers decidiu não falar sobre a situação para evitar discutir com Stern. Quando Linda Ronstadt — uma cantora pop de ascendência mexicana-americana — apareceu no programa, ela e Quivers discutiram quando Ronstadt defendeu a falecida. Em 12 de abril de 1995, duas semanas após a morte de Selena, George W. Bush, então governador do Texas, declarou que no dia do aniversário dela, 16 de abril, seria também o seu dia no estado. Ele disse que a artista representava "a essência da cultura do sul do Texas". Alguns americanos brancos no Texas escreveram ao editor do Brazosport Facts, durante abril e maio, demonstrando sua desaprovação; alguns ficaram ofendidos porque o Dia de Selena caiu na Páscoa. Outros disseram: "A Páscoa é mais importante do que o Dia de Selena", e que acreditavam que as pessoas deveriam deixar a cantora descansar em paz e continuar com suas vidas. Mexicanos-americanos no Texas escreveram veementemente ao jornal. Alguns disseram que outros eram muito críticos do Dia de Selena e não deveriam ter respondido tão rudemente.

## Arte
Selena possuía um alcance vocal classificado como soprano. Durante sua vida, ela expressou sua gratidão e admiração por Gloria Estefan, a quem ela creditou por abrir as portas para artistas femininas de ascendência hispânica. Em uma entrevista ao programa El Show De Cristina, ela revelou o desejo de atingir o mesmo nível de sucesso que Estefan havia alcançado no mercado anglófono. Outras grandes influências de Selena incluem Janet Jackson, Mariah Carey, Whitney Houston, Madonna, Paula Abdul e Donna Summer.  Em uma entrevista de abril de 1995, para a revista Billboard, Behar disse que via Selena como um "cruzamento entre Jackson e Houston em estilo, toque e alcance vocal". Embora Selena não tenha escrito a maioria de suas canções, ela gravou faixas do gênero R&B, pop latino, cumbia, além de seu gênero de assinatura; o tejano. Mario Tarradell, do  The Dallas Morning News, disse que, durante sua carreira musical, a artista "funde o ritmo contagiante da cumbia tejano com R&B de rua, soul, reggae, dancehall, salsa escaldante e funk psicodélico e alucinante". Liricamente, de acordo com Charles Tatum, as gravações da cantora expressam "amor e dor, bem como força e paixão".
Ela também gravou composições independentes com temas de empoderamento feminino; "Si La Quieres", "¿Qué Creías?", "Ya Ves" e "Ya No", que giravam em torno de relacionamentos inapropriados e recuperação de violência doméstica. Peter Watrous, do The New York Times, analisou que a voz de Selena "às vezes tremia", e que ela "a tornava um pouco mais áspera". Ele continuou, "[no] seu melhor, tinha uma frieza, um tipo de paixão sem adornos". Ilan Stavans chamou sua música de "meio-melodramática, cafona, excessivamente emocional, não muito longe de Juan Gabriel e similar a de Iglesias". Richard Corliss, da revista Time, descreveu suas canções como "alegres, agitadas ao invés de emocionantes", e que gravações anteriores, "com seus gráficos metálicos de Tijuana Brass e teclados que evocam calíopes são ideais para o parque de diversões ou carrossel". Corliss chama o canto de Selena de uma "imitação especializada de tudo, desde o contralto melodramático de Edith Piaf até os riffs de coloratura de Mariah Carey. Mas os sons ainda são levemente hispânicos".
A revista Newsweek chamou as gravações em inglês de Selena de "uma mistura de pop urbano e calor latino". Para o jornal Texas Monthly, o irmão da cantora modernizou sua música para um som mais "funk e hip hop". O uso do alcance emotivo por Selena durante sua carreira musical foi elogiada pelos críticos como sendo sua marca registrada. AB escreveu canções cada vez mais influenciadas pela cumbia para  Ven Conmigo (1990); Ramiro Burr, da Billboard, notou que a cantora e sua banda "desenvolveram um estilo rítmico que demonstrou sua crescente destreza para cumbias cativantes como 'Baila Esta Cumbia' e a faixa-título". O ensaísta italiano Gaetano Prampolini escreveu que "a voz de Selena projetava um calor sonoro e alegria" durante sua análise das gravações de cumbia da artista. Em sua análise do álbum de remixes Enamorada de Ti (2012), Stephen Thomas Erlewine, do banco de dados AllMusic, percebeu que as canções da artista estavam "enraizadas nos anos 90 e soavam dessa forma".

## Imagem pública
Quintanilla Jr. procurou manter a imagem pública de Selena limpa e voltada para a família. Em 1989, ela recebeu patrocínio de empresas de cerveja, mas seu pai recusou. A artista frequentemente tinha shows recusados em locais Tejano porque ela era uma cantora em uma cena musical dominada por homens. Manuel Peña escreveu que depois de 1989, a popularidade de Selena aumentou e ela se tornou um símbolo sexual após o lançamento de seu álbum de estreia. Charles Tatum atribuiu a aceitação da cantora na cena musical tejano a sua "beleza, sexualidade e impacto juvenil". Selena disse que nunca quis gravar músicas explícitas por causa de sua criação e porque sua base de fãs consistia principalmente de crianças, que a consideravam um modelo. Ela ainda comentou sobre a questão de seu apelo sexual aos homens durante sua tentativa de crossover, afirmando que ela "permanecerá a mesma" e que suas gravações em inglês se absteriam de linguagem chula e temas sexuais. Em seu livro sobre a morte da mesma, María Celeste Arrarás a descreveu como uma "garota doce e carismática". De acordo com a autora, a artista "confiava em todos"; ela frequentemente ia às compras sozinha, apesar das preocupações de seu pai sobre sua segurança. Betty Cortina, da revista People, analisou que a escolha de roupas provocativas por parte de Selena era uma emulação aceitável de Janet Jackson e Madonna, e que ela usava "roupas sensuais que [acentuavam] o corpo de uma mulher latina". A editora também afirmou que a artista tinha um "estilo extravagante, um corpo, curvas e bumbum inacreditáveis". Arrarás escreveu que Selena "começou a usar roupas projetadas para enfatizar sua figura curvilínea" e que ela "nunca pareceu vulgar - apenas sexy". Acrescentado também que o regime de maquiagem da cantora não era "exagerado ou apelativo". Arrarás adjetivou de "divertida e amorosa" a presença de palco de Selena e avaliou que ela era "brincalhona no palco e fora dele".

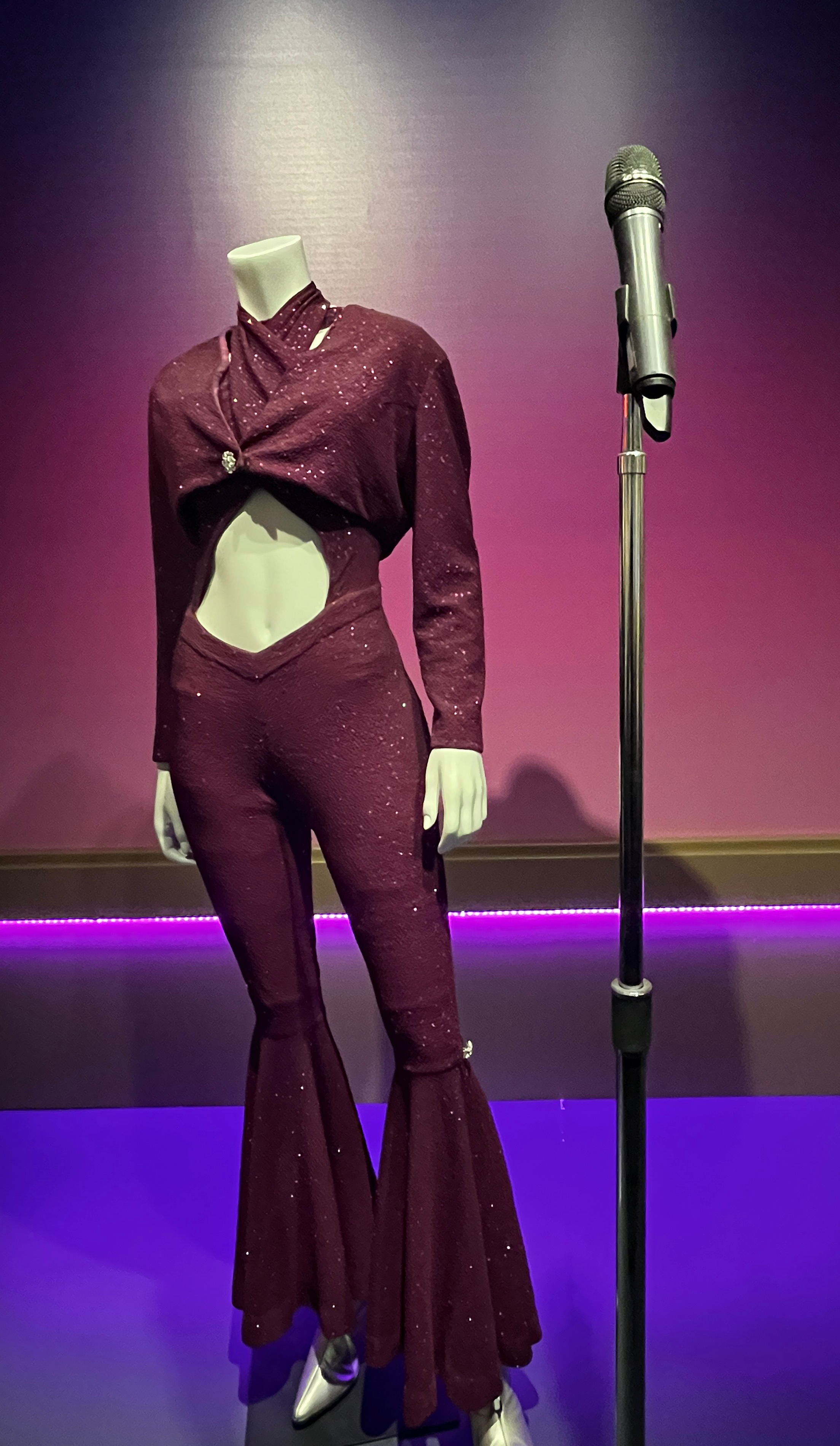
Um figurino usado por Selena exposto no Warner Bros. Studios Burbank.

Matt S. Meier escreveu, em seu livro The Mexican American Experience: An Encyclopedia (2010), que Selena exibia "energia contagiante" durante seus shows e que ela demonstrava "calor, paixão e sexualidade" enquanto exalava uma "personalidade realista da jovem garota saudável da porta ao lado". Ela trajava peças que acentuavam seus atributos físicos e não tinha vergonha ou pudor disso, apesar das críticas de pais de seus fãs que achavam que isso era inadequado para meninas, que começaram a imitá-la. Suas opiniões sobre a imagem pública na indústria da moda eram incômodas; ela disse que se opunha à imagem de que todas as mulheres deveriam ser "magras" e à noção de que elas devem usar certas roupas e serem "superjovens para serem bonitas". No início da década de 1990, Selena começou a usar bustiês decorativos, elastano ou calças justas e jaquetas atraentes e desabotoadas durante seus shows. Para compor seu figurino, ela se inspirava em Paula Abdul, Janet Jackson e Madonna. Durante uma entrevista de 1992, a cantora enfatizou que sua escolha de roupa não refletia sua personalidade fora do palco. A NBC News avaliou a roupa de Selena como "provocativa". Por causa de suas roupas e movimentos de dança, ela foi nomeada por seus fãs de a "Madonna Mexicana". De acordo com Suzette, Selena frequentemente desenhava e costurava suas roupas nos bastidores com seus designers, momentos antes de subir ao palco. Quintanilla Jr. inicialmente desaprovava as peças, mas depois passou a aceitar quando a cantora explicou que era uma tendência da moda.
Embora ainda fiel, Selena se afastou das Testemunhas de Jeová devido às suas roupas exóticas. Durante a sessão de fotos para o encarte de Entre a Mi Mundo (1992), um fotógrafo comentou sobre a maneira como a escolha de roupas da artista afetava tremendamente Quintanilla Jr.; ele frequentemente saía das sessões quando ela aparecia em roupas provocantes. Foi creditada como a primeira mulher a mudar as percepções públicas da beleza feminina no mercado tejano; como feminista, ela abriu caminho para outras artistas femininas durante sua carreira. Após a sua morte, algumas celebridades questionaram o status da artista como modelo entre as mulheres hispânicas. Em seu documentário (1999) sobre ela, a cineasta Lourdes Portillo expressou preocupações se Selena era um bom exemplo para as adolescentes. Para ela, a cantora estava enviando uma mensagem errática às meninas ao dançar com roupas que sugeriam hipersexualização. Avaliando sua imagem póstuma, a autora americana Sandra Cisneros concordou com a avaliação de Portillo de que Selena "não era um bom modelo para as mulheres latinas". Os meios de comunicação também compartilharam as opiniões de Portillo; eles disseram que a "história de conto de fadas" da cantora era uma que sua família gostaria de preservar, questionando o papel de Quintanilla Jr. em empurrar na mídia uma imagem de que Selena "nunca cometeu erros", chamando-a de "mentiras" e "não a real história".

## Legado

Pintura feita em homenagem a Selena em uma garagem na cidade de Puerto Vallarta, México

Selena foi creditada por ajudar a redefinir a música latina especificamente o tejano, a cumbia e o pop latino. Ela quebrou barreiras no mundo da música dessa região. É considerada "uma das cantoras mexicano-americanas mais relevantes" de todos os tempos. A revista People nomeou-a como uma das pessoas mais intrigantes do século XX. Kay Bailey Hutchison, senadora dos EUA, a descreveu como uma das "mulheres espirituosas que moldaram [os Estados Unidos]". A artista se tornou um dos "produtos culturais mais celebrados" da fronteira entre os Estados Unidos e México. É chamada de "Rainha da Música Tejana" e descrita como "a estrela Tejano mais importante e popular de todos os tempos". Sua morte foi "a perda mais devastadora" na história desse gênero, de acordo com Zach Quaintance do The Monitor. Na época de sua morte, a cantora se tornou uma das personalidades musicais mexicano-americanas mais conhecidas e a artista latina mais popular dos Estados Unidos. A devoção por ela entre os hispânicos soava "como um culto". Selena foi nomeada uma das artistas latinas mais influentes de todos os tempos e foi creditada por elevar um gênero musical regional ao mercado mainstream. O Latin Post chamou-a de "uma das artistas mais icônicas da história da música latino-americana", enquanto o  The New York Times a reverenciou como, "indiscutivelmente, a musicista latina mais importante do país, a caminho de se tornar uma das mais importantes, no geral". O nome da cantora se tornou bastante popular nos Estados Unidos e no México após sua morte e parte da cultura pop de ambas às nações. Selena obteve mais popularidade após sua morte do que quando estava viva.
Após sua morte, sua popularidade entre a população hispânica foi comparada à de Marilyn Monroe e Madonna na cultura anglo-americana. De acordo com a autora Carlota Caulfield, Selena foi "uma das cantoras latinas mais populares da década de 1990". Seu trabalho atraiu o apreço da população LGBT e de outros grupos minoritários nos Estados Unidos. De igual forma, a popularidade da música tejano diminuiu após sua morte e não se recuperou. John Lannert, da Billboard, observou em uma entrevista à Biography em 2007 que quando Selena morreu o "mercado tejano morreu com ela". Dreaming of You, seu álbum crossover, foi lançado de forma póstuma em 1995. Vendeu 175 mil cópias no dia de seu lançamento nos EUA — esse valor converteu-se em um recorde para uma artista feminina em carreira solo —, e 331 mil unidades na primeira semana. Selena se tornou a terceira cantora a vender mais de 300 mil unidades de um mesmo disco em uma única semana, feito que, até então, só Janet Jackson e Mariah Carey haviam conseguido. Estreou no topo da parada Billboard 200, dos EUA; com isso, converteu-se no primeiro disco majoritariamente em espanhol a realizar esse feito. Além disso, sua intérprete converteu-se na primeira artista solo a debutar em primeiro lugar com um álbum póstumo. A obra se juntou a outros cinco projetos da cantora que apareceram de forma simultânea na Billboard 200, tornando-a a primeira artista feminina na história das paradas da Billboard a realizar esse feito. Recebeu 59× o certificado de platina (versão latina) pela Recording Industry Association of America (RIAA), em reconhecimento as 3 milhões de unidades adquiridas em território estadunidense.
Até 2017, mais de 2 milhões e 942 mil cópias já haviam sido comercializadas nos EUA, o que converteu-o no álbum latino mais adquirido de todos os tempos no país, de acordo com a Nielsen SoundScan. Até 2015, a gravação havia vendido cinco milhões de cópias em todo o mundo. Em 2008, Joey Guerra, editor do Houston Chronicle, comentou que o primeiro single do registro, "I Could Fall in Love", "fez da deusa tejana uma estrela crossover póstuma". Acredita-se que sua morte tenha despertado o interesse pela música latina por pessoas que desconheciam sua existência ou não a consumia. Também se acredita que sua morte "abriu as portas" para outros atos latinos de sucesso, como Jennifer Lopez, Ricky Martin e Shakira. Em 1995, a Administração da Previdência Social dos Estados Unidos classificou o nome Selena como um dos 100 mais populares para meninas recém-nascidas, incluindo Selena Gomez que reconheceu esta influência. Em dezembro de 1999, a a Billboard reconheceu-a como a "melhor artista latina dos anos 90" e a "artista latina mais exitosa da década" por seus quatorze singles nos dez primeiros lugares da parada Top Latin Songs, incluindo sete sucessos número um. Nos Estados Unidos e no México, foi a cantora latina que mais vendeu da década de 1990. Recebeu o reconhecimento de "Melhor Vocalista Feminina dos Anos 80 e 90" nos Tejano Music Awards de 2010. Em sua compilação dos 200 Maiores Cantores de Todos os Tempos, a Rolling Stone classificou-a na posição 89.

### Homenagens

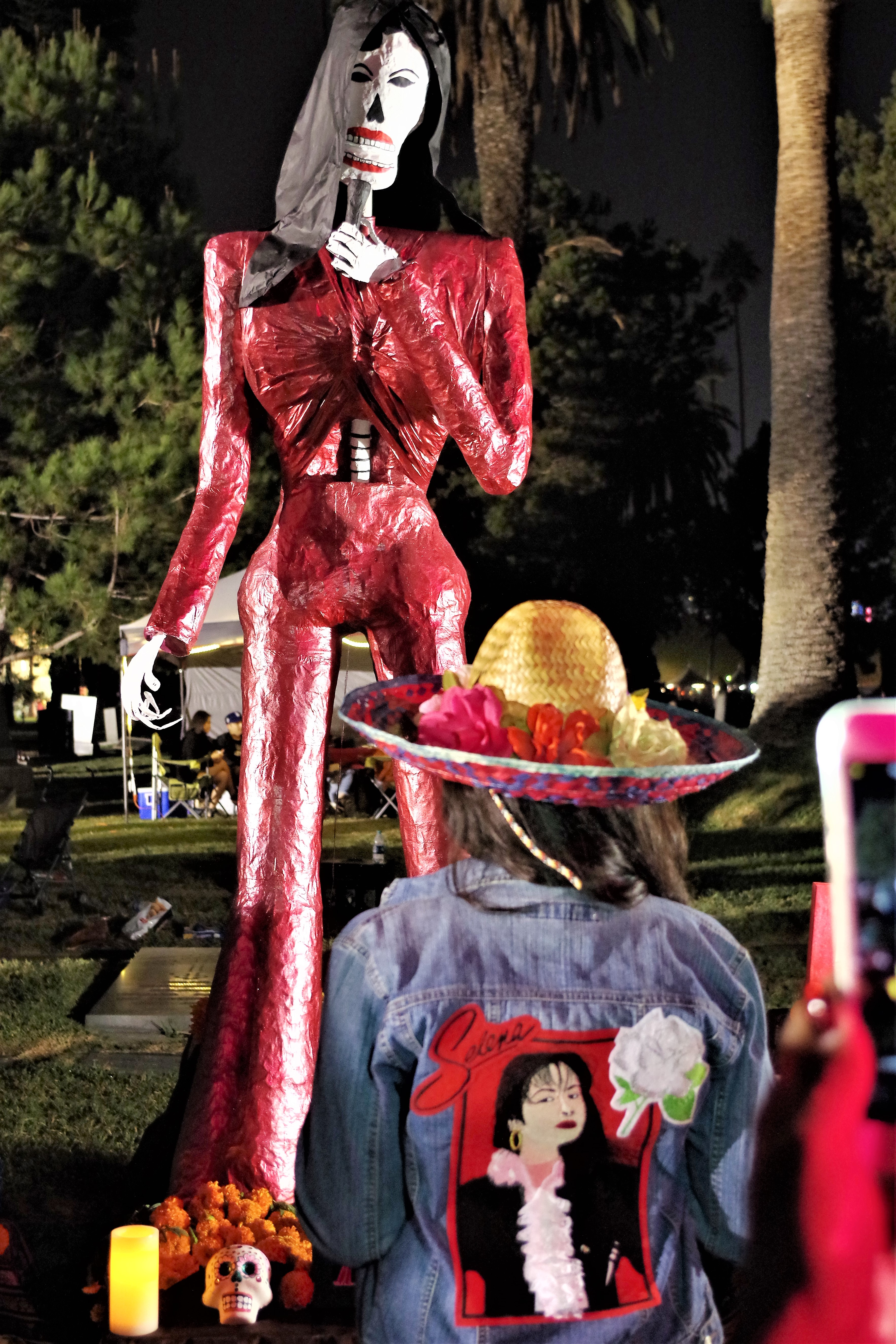
Na imagem, uma fã de Selena, com uma jaqueta com seu retrato estampado nas costas, observa uma Catrina inspirada na artista, durante as celebrações do Dia dos Mortos no Hollywood Forever Cemetery, em Los Angeles.

Nos meses seguintes à sua morte, várias homenagens foram feitas e erguidas. Inúmeras propostas foram feitas, como renomear ruas, parques públicos, produtos alimentícios e casas de espetáculo. Dois meses depois, uma homenagem foi realizada no Prêmio Lo Nuestro de 1995. O Prêmio Spirit of Hope foi criado em homenagem a artista em 1996; era concedido a artistas latinos que participaram de causas humanitárias e cívicas. Em 16 de março de 2011, o Serviço Postal dos Estados Unidos lançou o selo "Latin Legends" para homenagear alguns artistas latinos já falecidos, como Selena, Carlos Gardel, Tito Puente, Celia Cruz, e Carmen Miranda. Em fevereiro de 2014, Albany, jornalista do Times Union, a nomeou uma das "100 personalidades americanas mais legais da história". Em 1998, um museu em sua homenagem foi inaugurado.
Em 1995, a Billboard introduziu Selena em seu Hall da Fama da Música Latina. Também foi colocada no Hall da Fama do Hard Rock Cafe, no Hall da Fama da Música do Sul do Texas e no Hall da Fama da Música Tejano (2001). Em 2017, recebeu uma estrela na Calçada da Fama de Hollywood. A cerimônia de inauguração de sua estrela contou com a presença de cerca de 4 mil e 500 fãs, a maior quantidade de todos os tempos para uma cerimônia de inauguração nesse local. Ela foi nomeada uma das 20 texanas mais influentes de todos os tempos pela autora Laurie Jasinski. O periódico Orange County Register classificou-a em quinto lugar entre os "100 músicos latinos mais influentes do século XX". A cantora recebeu muitos epítetos da mídia, incluindo a "Rainha da Cumbia", a "Elvis Chicana", a "Rainha da Cultura Pop Híbrida", a "Marilyn Monroe Hispânica", a "Tupac Shakur da Música Latina", a "Rainha de Corpus Christi", e a "Princesa do Povo". Por seu senso de moda e presença de palco, a mídia comparou Selena à Madonna mais vezes do que com qualquer outra celebridade.
Em 1995, a atriz mexicana Salma Hayek foi escolhida para interpretar Selena em um filme biográfico produzido pela família Quintanilla e pela Warner Bros. No entanto, Hayek recusou o papel porque sentia que era "muito cedo" para basear um filme na cantora, e que seria muito pesado emocionante, já que a morte dela ainda estava sendo coberta pela televisão americana. Mais de 21 mil atrizes fizeram o teste para o papel-título, tornando-se a segunda maior audição desde a busca por Scarlett O'Hara em Gone with the Wind (1939). A porto-riquenha-americana Jennifer Lopez substituiu Hayek, o que inicialmente atraiu críticas por ela não ser de ascendência mexicana como Selena, mas depois de ver sua atuação, os fãs mudaram de opinião. Gregory Nava dirigiu a película, que foi lançada em 21 de março de 1997. Selena estreou em 1,850 salas de cinemas em todo o mundo e arrecadou 11.615.722 de dólares, tornando-se a segunda estreia cinematográfica de maior bilheteria naquela semana. Com um orçamento de produção avaliado em 20 milhões de dólares, o filme arrecadou 35 milhões de dólares apenas nos EUA. A produção foi um sucesso comercial e de crítica e é frequentemente citado pelos críticos especializados como o papel de maior destaque da carreira de Lopez. Em seguida ela ascendeu na cultura pop, pela qual o sucesso do filme foi creditado como parte desse resultado.
Em 1999, um musical da Broadway, intitulado Selena, foi programado para estrear em San Antonio em março de 2000 em comemoração ao quinto aniversário de seu assassinato. Em 2000, Selena Forever foi produzido pela primeira vez; seu itinerário contou com apresentações em 30 cidades nos Estados Unidos com um orçamento de mais de 2 milhões de dólares. Após uma chamada de elenco nacional, os produtores escolheram Veronica Vasquez para interpretar a cantora; Vasquez alternou no papel com Rebecca Valdez. A família da artista e sua antiga banda, Los Dinos, realizaram um concerto em sua homenagem em 7 de abril de 2005, uma semana após o 10º aniversário de seu assassinato. O concerto, intitulado Selena ¡VIVE!, foi transmitido ao vivo pela Univision. Foi o especial de televisão em espanhol de maior audiência e mais assistido na história da televisão americana. O programa também foi o número um entre adultos de 18 a 34 anos, de qualquer idioma, em Los Angeles, Chicago e São Francisco; empatou em primeiro lugar em Nova Iorque, superando o episódio daquela noite do talent show da Fox, American Idol. Entre os telespectadores hispânicos, Selena ¡VIVE! superou o Super Bowl XLV e a telenovela Soy tu dueña naquela que era a "temporada da NFL mais assistida de todos os tempos" entre essa população.
Em janeiro de 2015, foi anunciado que um festival com vários artistas de tejano, chamado Fiesta de la Flor, seria realizado pelo Corpus Christi Visitors Bureau em Corpus Christi para homenagear Selena. O evento, com duração de dois dias, arrecadou 13 milhões de dólares com o comparecimento de 52 mil pessoas, 72% das quais viviam fora da cidade. O festival despertou o interesse de pessoas em 35 estados e cinco países diferentes, incluindo México, Brasil e Equador. Em 30 de agosto de 2016, uma estátua de cera da cantora foi inaugurada no Madame Tussauds, em Hollywood. Em outubro, a MAC Cosmetics lançou uma linha de maquiagem de edição limitada inspirada em Selena depois que a produtora sênior Patty Rodriguez, do On Air with Ryan Seacrest, iniciou uma petição para que a empresa o fizesse e reuniu mais de 37 mil assinaturas. Tornou-se a linha de celebridades mais vendida na história dos cosméticos. A Texas Woman's University introduziu a cantora no Hall da Fama das Mulheres do Texas, naquele mesmo mês. Uma exposição no Museu Nacional de História Americana, sediado em Washington, DC, que ocorreu em 2017, focou na influência de Selena no marketing. Na ocasião, foi dito: "Devido ao seu enorme apelo aos mercados geral e latino, os anunciantes começaram a segmentar grupos demográficos específicos pela primeira vez".

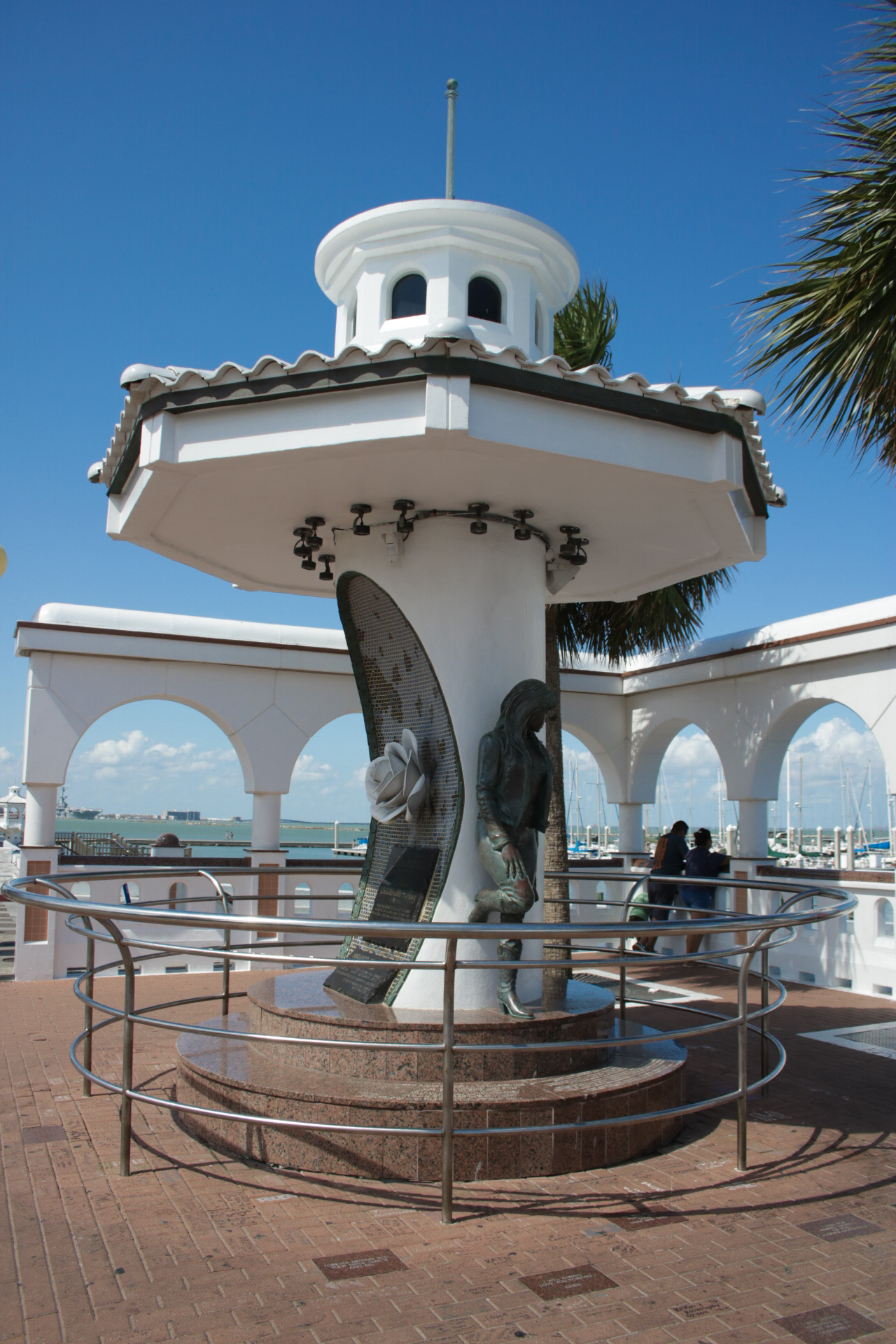
Vista completa do monumento Mirador de la Flor, incluindo a estátua de Selena, localizado em Corpus Christi, Texas.

O Google homenageou Selena em 17 de outubro de 2017, com um doodle inspirado em sua carreira. Em 11 de dezembro do ano seguinte, foi anunciado que uma série de televisão biográfica baseada na vida da artista, intitulada Selena: The Series, seria lançada na Netflix em dezembro de 2020. A atriz Christian Serratos interpreta o papel principal, que foi mostrado em um teaser no final de 2019. A série de duas partes que foi feita com a participação da família Quintanilla. A primeira parte da obra debutou em 4 de dezembro de 2020. Já a segunda e última parte estreou em 4 de maio de 2021. A Forever 21 anunciou o lançamento de uma linha de roupas celebrando seu legado, chamada "Selena: The White Rose Collection", que foi liberada em 2019. Anything for Selena (2021) é uma minissérie em podcast com 10 episódios, transmitida pela WBUR-FM e Futuro Media; neste, a jornalista Maria Garcia "faz uma busca íntima e reveladora para entender como a cantora se tornou um símbolo poderoso para as tensões em torno de raça, classe e política corporal nos Estados Unidos". No mesmo ano, Selena foi postumamente honrada com o prêmio Grammy pelo conjunto de sua obra, que sua família recebeu em seu nome. Foi condecorada com a Medalha Nacional de Artes de 2023, sua irmã compareceu a cerimônia realizada em outubro de 2024 para receber a honraria.

### Monumentos
Mirador de la Flor (em português: Mirante da Flor) é o monumento de bronze, em tamanho real da própria Selena, colocado as margens da baía de Corpus Christi, Texas, esculpido por H. W. "Buddy" Tatum e inaugurado em 1997. Cerca de 30 mil pessoas de todo o mundo o visitam todos os anos. Embora o monumento tenha permanecido como uma atração turística popular, a criação da estátua encontrou alguma resistência da comunidade local. Dusty Durrill, um filantropo local, financiou a construção da mesma com o apoio de líderes comunitários locais.

## Discografia
Álbuns de estúdio solo
- Selena (1989)
- Ven Conmigo (1990)
- Entre a Mi Mundo (1992)
- Amor Prohibido (1994)
- Dreaming of You (1995)

## Filmografia
| Ano  | Título                 | Papel               | Notas                                                       |
| ---- | ---------------------- | ------------------- | ----------------------------------------------------------- |
| 1993 | Dos mujeres, un camino | Ela mesma           | 2 episódios                                                 |
| 1995 | Sábado gigante         | Ela mesma           | Convidada                                                   |
| 1995 | Latin Nights           | Ela mesma           | documentário televisivo                                     |
| 1995 | Don Juan DeMarco       | Cantora de Mariachi | Papel secundário/participação especial (lançamento póstumo) |

### Programação biográfica
| Ano  | Título                | Notas              |
| ---- | --------------------- | ------------------ |
| 1997 | Selena Remembered     | Documentário       |
| 1997 | The Final Notes       | Documentário       |
| 1998 | Behind The Music      | Episódio: "Selena" |
| 2005 | Selena ¡VIVE!         | Homenagem          |
| 2007 | Queen of Tejano Music | Documentário       |
| 2008 | Biography             | Episódio: "Selena" |
| 2020 | Selena: The Series    | Drama biográfico   |

Documentário true crime
| Ano  | Título                          | Notas                                                          |
| ---- | ------------------------------- | -------------------------------------------------------------- |
| 1996 | E! True Hollywood Story         | Episódio: "The Selena Murder Trial"                            |
| 1998 | American Justice                | Episódio: "Selena Murder of a Star"                            |
| 2001 | The Greatest                    | Episódio: "100 Most Shocking Moments in Rock and Roll History" |
| 2003 | 101                             | Episódio: "101 Most Shocking Moments in Entertainment"         |
| 2010 | Famous Crime Scene              | Episódio: "Selena"                                             |
| 2012 | 100 Most Shocking Music Moments | Documentário                                                   |
| 2012 | Reel Crime/Reel Story           | Episódio: "Selena"                                             |
| 2014 | Snapped                         | Episódio: "Selena Death of a Superstar"                        |

### D-F
- Dunkel, Tom; Smolowe, Jill (1998). «The most intriguing people of the century». New York, NY: People Books. ISBN 978-1883013141
- Espinosa, Gastón (2009). «Mexican American Religions: Spirituality, Activism, and Culture». Duke University Press. ISBN 978-0822388951
- Foley, Neil (1997). «Reflexiones 1997: New Directions in Mexican American Studies». University of Texas Press. ISBN 978-0292725065
- Fregoso, Rosa Linda (2010). «Lourdes Portillo: The Devil Never Sleeps and Other Films». University of Texas Press. ISBN 978-0292757929

### G-J
- Garcia, Alma M. (2002). «The Mexican Americans». Greenwood Publishing Group. ISBN 978-0313314995
- Gutiérrez, José Angel (2003). «Chicano Manual on How to Handle Gringos». Arte Publico Press. ISBN 978-1611920932
- Habell-Pallán, Michelle (2002). «Latino/a Popular Culture». NYU Press. ISBN 978-0814737255
- Ilan, Stavans (2014). «Latin Music: Musicians, Genres, and Themes». ABC-CLIO. ISBN 978-0313343964
- Jasinski, Laurie E. (2012). «Handbook of Texas Music». Texas A&M University Press. ISBN 978-0876112977
- Jones, Steve (2000). «Afterlife as Afterimage: Understanding Posthumous Fame». Peter Lang. ISBN 978-0820463650
- Jones, Veda Boyd (2013). «Selena (They Died Too Young)». Infobase Learning. ISBN 978-1438146379

### K-M
- Lannert, John; Bronson, Fred; Mayfield, Geoff (15 de abril de 1995). «Selena's Tragedy Echoed in Charts». Billboard. 107 (15): 72, 80, 82
- Malone, Bill C. (2003). «Southern Music/American Music». University Press of Kentucky. ISBN 978-0813126357
- McDonald, Les (2010). «The Day the Music Died». Xlibris Corporation. ISBN 978-1469113562
- Meier, Matt S. (2003). «The Mexican American Experience: An Encyclopedia». Greenwood Publishing Group. ISBN 978-0313316432
- Miguel, Guadalupe San (2002). «Tejano Proud: Tex-Mex Music in the Twentieth Century». Texas A&M University Press. ISBN 978-1585441884 - Read online, registration required
- Mitchell, Claudia; Reid-Walsh, Jacqueline (2007). «Girl Culture: An Encyclopedia». Greenwood Publishing Group: 387. ISBN 978-0-313-08444-7
- Moon, Tom (2008). «1,000 Recordings to Hear Before You Die: A Listener's Life List». Workman Publishing. ISBN 978-0761139638
- Morales, Ed (2003). «The Latin Beat: The Rhythms And Roots Of Latin Music From Bossa Nova To Salsa And Beyond». Da Capo Press. ISBN 978-0786730209
- Moreno, Michael P. (2010). «Term Paper Resource Guide to Latino History». ABC-CLIO. ISBN 978-0313379321

### N-P
- Novas, Himilce (1995). «Remembering Selena». Turtleback Books. ISBN 978-0613926379
- Parédez, Deborah (2009). «Selenidad: Selena, Latinos, and the Performance of Memory». Durham, NC: Duke University Press. ISBN 978-0822344896 Ebook: ISBN 978-0822390893.
- Patoski, Joe Nick (1996). «Selena: Como La Flor». Boston: Little Brown and Company. ISBN 978-0-316-69378-3
- Peña, Manuel (1999). «Música Tejana: The Cultural Economy of Artistic Transformation». Texas A&M University Press. ISBN 978-0890968888
- Pérez, Chris (2012). «To Selena, with Love». Penguin Books. ISBN 978-1101580264
- Pilchak, Angela M. (2005). «Contemporary Musicians: Profiles of the People in Music». Cengage Gale. ISBN 978-0787680695
- Prampolini, Gaetano (2013). «The Shade of the Saguaro / La sombra del saguaro. Essays on the Literary Cultures of the American Southwest». Firenze University Press. ISBN 978-8866553939

### R-S
- Rebolledo, Tey Diana (2005). «The Chronicles of Panchita Villa and Other Guerrilleras: Essays on Chicana/Latina Literature and Criticism». University of Texas Press. ISBN 978-0292709638
- Roiz, Jessica Lucia (8 de junho de 2015). «Selena Quintanilla On NBC Universo: When, Where To Watch Back-To-Back 'Queen Of Tejano' Special». Latin Times. Arquivado do original em 1 de fevereiro de 2020
- Segura, Denise A. (2007). «Remembering Selena». Duke University Press. ISBN 978-0822341185
- Sickels, Robert C. (2013). «100 Entertainers Who Changed America: An Encyclopedia of Pop Culture Luminaries». ABC-CLIO. ISBN 978-1598848311
- Sobek, Maria (2012). «Celebrating Latino Folklore: An Encyclopedia of Cultural Traditions, Volume 1». ABC-CLIO. ISBN 978-0313343391
- Stacy, Lee (2002). «Mexico and the United States». Marshall Cavendish. ISBN 978-0761474029

### T-Z
- Tatum, Charles (2013). «Encyclopedia of Latino Culture: From Calaveras to Quinceaneras». ABC-CLIO. ISBN 978-1440800993
- Tiscareño-Sato, Graciela (2011). «Latinnovating: Green American Jobs and the Latinos Creating Them». Gracefully Global Group. ISBN 978-0983476009
- Tracy, Kathleen (2008). «Jennifer Lopez: A Biography». Greenwood Publishing Group. ISBN 978-0313355158
- Vargas, Deborah (2012). «Dissonant Divas in Chicana Music: The Limits of la Onda». University of Minnesota Press. ISBN 978-0816673162